# Siremar
Siremar is een Italiaanse scheepvaartmaatschappij die diensten onderhoudt rond Sicilië en de Tyrreense Zee. Siremar staat voor Sicilia Regionale Marittima S.p.A. (dat betekent: Sicilië regionaal maritiem transport NV). Het bedrijf werd in 1975 opgericht.

## Lijnen
Siremar onderhoudt diensten tussen de Eolische Eilanden, Napels en havensteden op Sicilië: Palermo en Milazzo.